# Penya Blaugrana de Bàsquet Meritxell
La Penya Blaugrana Bàsquet Meritxell (PBBM)  és un grup de suport o grada d'animació fundat l'any 1997, que anima el FC Barcelona en especial la secció de bàsquet encara que també tenen presència en els partits de les seccions d'hoquei, futbol sala i Handbol.
Juntament amb Sang Culé Cor Català i Dracs 1991 Supporters són dels grups amb més presència al Palau Blaugrana, actualment la penya té 120 socis.
La PBB Meritxell és una penya oficial del F.C.Barcelona, ubicada dins l'àmbit 1 secció Barcelona Occidental.
Encara que és un grup d'animació no violent, molts cops s'ha postulat en contra d'algunes decisions del club, i també ha col·laborat amb el club per a millorar-lo, sobretot amb el que afecta el Palau Blaugrana, on la junta directiva té molt en compte la seva opinió. Des del 1999 la penya té un projecte solidari que col·labora en l'educació dels nens i nenes de Loum (Camerun), actualment ja han concedit 77 beques a nens entre 3 i 14 anys, aquest projecte rep el nom de Meritxell Solidària.